# Liste der Baudenkmale in Wolsdorf
In der Liste der Baudenkmale in Wolsdorf sind die Baudenkmale der niedersächsischen Gemeinde Wolsdorf und ihrer Ortsteile aufgelistet. Der Stand der Liste ist der 19. Dezember 2022. Die Quelle der Baudenkmale ist der Denkmalatlas Niedersachsen.

## Allgemein
In den Spalten befinden sich folgende Informationen:
- Lage: die Adresse des Baudenkmales und die geographischen Koordinaten. Kartenansicht, um Koordinaten zu setzen. In der Kartenansicht sind Baudenkmale ohne Koordinaten mit einem roten Marker dargestellt und können in der Karte gesetzt werden. Baudenkmale ohne Bild sind mit einem blauen Marker gekennzeichnet, Baudenkmale mit Bild mit einem grünen Marker.
- Bezeichnung: Bezeichnung des Baudenkmales
- Beschreibung: die Beschreibung des Baudenkmales. Unter § 3 Abs. 2 NDSchG werden Einzeldenkmale und unter § 3 Abs. 3 NDSchG Gruppen baulicher Anlagen und deren Bestandteile ausgewiesen.
- ID: die Objekt-ID des Baudenkmales
- Bild: ein Bild des Baudenkmales, ggf. zusätzlich mit einem Link zu weiteren Fotos des Baudenkmals im Medienarchiv Wikimedia Commons. Wenn man auf das Kamerasymbol klickt, können Fotos zu Baudenkmalen aus dieser Liste hochgeladen werden:

## Wolsdorf

### Gruppe: Kirchhof Wolsdorf
Die Gruppe hat die ID: 32631868. Historischer Ortskern der St. Johannes-Kirche, dem Gelände des Kirchhofes mit Baumbestand und historischen Grabsteinen, sowie einem Leichenhaus.

| Lage                                            | Bezeichnung         | Beschreibung | ID       | Bild |
| ----------------------------------------------- | ------------------- | --- | -------- | ---- |
| Helmstedter Straße 52° 11′ 24″ N, 10° 56′ 18″ O | St. Johannes-Kirche | Kleine Saalkirche im verputzten Bruchsteinmauerwerk mit geradem Chorschluss, Satteldach sowie mittelalterlichen Westturm. Schlichtes Langhaus mit scheitrechten und werksteingefassten Fenstern, im Chor zwei schmale Rundbogenfenster, über Eingang sowie im Giebelfeld. Turm leicht nach Süden versetzt, mit westlich schrägen Fassade als Widerlager, das Mauerwerk des Langhaus umfasst den Turmkörper. Dieser mit Schießscharten, Schallarkaden und Eckquaderung, zum Norden Uhren-Ziffernblatt, schiefergedeckter Turmhelm. Zugang zur Kirche auf Nordseite, zum Turm durch inneres Rundportal. | 32683668 |      |
| Helmstedter Straße 52° 11′ 23″ N, 10° 56′ 17″ O | Kirchhof            | | 32683685 | BW   |
| Helmstedter Straße 52° 11′ 24″ N, 10° 56′ 16″ O | Leichenhalls        | Kleines Leichenhaus am nordwestlichen Rand des Friedhofes. Roter Ziegelbau unter Satteldach in Falzziegeldeckung, überhöhte Giebelwände, östlich auf Naturstein-Konsolsteinen und westlich in abgetreppter Setzung, östlich ein Spitzbogen mit Naturstein-Torsturz sowie holzverschalten Tympanon. Südliche Traufseite mit Lüftungsschlitzen. | 32683703 | BW   |

### Gruppe: Bauernstraße 4
Die Gruppe hat die ID: 32631844. Vierseitige Hofanlage mit überwiegend in Fachwerk errichteten Wohn- und Wirtschaftsgebäuden des 18. und 19. Jh.

| Lage                                        | Bezeichnung | Beschreibung | ID       | Bild |
| ------------------------------------------- | ----------- | --- | -------- | ---- |
| Bauernstraße 4 52° 11′ 30″ N, 10° 56′ 28″ O | Wohnhaus    | Zweigeschossiger, traufständiger Fachwerkbau unter Schopfwalmdach in Ziegelpfannendeckung. OG über profiliertem Gebälk leicht vorkragend, verputzte Ausfachungen. Hofseitig in den Brüstungsbereichen des OG Fußstrebenpaare, Aussteifung teils mit K-Streben, EG zum Teil massiv ersetzt. Wohnhausanbau vom Ende des 19. Jh. mit massivem EG und hofseitiger Galerie. | 32683580 | BW   |
| Bauernstraße 4 52° 11′ 30″ N, 10° 56′ 27″ O | Scheune     | Winkelfachwerkbau auf Natursteinquadersockel unter Walmdächern in Ziegelpfannendeckung. Fachwerkgefüge mit geschosshohen Streben sowie einer verputzten Ausfachung, an Tordurchfahrt zwei Andreaskreuze zur Aussteifung. | 32683867 | BW   |
| Bauernstraße 4 52° 11′ 30″ N, 10° 56′ 27″ O | Stall       | Fachwerkstall unter Satteldach als westlicher Flügel der Hofanlage. | 32683429 | BW   |
| Bauernstraße 4 52° 11′ 31″ N, 10° 56′ 27″ O | Speicher    | Fachwerkspeicher auf hohem Natursteinsockel unter Satteldach in Ziegelpfannendeckung. Zugang zum OG über Holzgalerie. | 32683463 | BW   |
| Bauernstraße 4 52° 11′ 31″ N, 10° 56′ 29″ O | Scheune     | Fachwerkbau mit Ziegelsichtausfachung unter Schopfwalmdach in Ziegelpfannendeckung mit Aufschieblingen, Giebeldreieck in Ziegelpfannenbehang. | 32683497 | BW   |

### Gruppe: Bauernstraße 8
Die Gruppe hat die ID: 32631856.

| Lage                                        | Bezeichnung | Beschreibung | ID       | Bild |
| ------------------------------------------- | ----------- | --- | -------- | ---- |
| Bauernstraße 8 52° 11′ 29″ N, 10° 56′ 22″ O | Wohnhaus    | | 32683616 | BW   |
| Bauernstraße 8 52° 11′ 30″ N, 10° 56′ 21″ O | Stall       | Ziegelmauerwerk unter Satteldach in Ziegelpfannendeckung. Hofseitige Wirtschaftstore, im OG Ladeluken, Fassadengliederung durch Lisenen und Konsolfriese, bauzeitliche Fassadenöffnungen unter Segmentbögen. Südlicher Gebäudeteil eingezogen mit Treppenaufgang mit Holzgalerie.           | 32683850 | BW   |
| Bauernstraße 8 52° 11′ 31″ N, 10° 56′ 22″ O | Scheune     | | 32683412 | BW   |
| Bauernstraße 8 52° 11′ 30″ N, 10° 56′ 23″ O | Stall       | Ziegelbau unter Satteldach in Ziegelpfannendeckung. EG mit zahlreichen Wirtschaftstoren, zumeist unter Segmentbögen, OG durchfenstert mit einzelnen Ladeluken. Fassadengliederungen durch Lisenen und Konsolfries und Deutsches Band an der Traufe. Zwei Zwerchhäuser, eines als Ladeerker. | 32683446 | BW   |

### Gruppe: Bauernstraße 9
Die Gruppe hat die ID: 32631905. Geschlossene dreiseitige Hofanlage mit überwiegend in Fachwerk errichteten stattlichen Gebäudebestand des 18. und 19. Jh.

| Lage                                        | Bezeichnung | Beschreibung | ID       | Bild |
| ------------------------------------------- | ----------- | --- | -------- | ---- |
| Bauernstraße 9 52° 11′ 29″ N, 10° 56′ 23″ O | Wohnhaus    | Zweigeschossiger, traufständiger Fachwerkbau auf Kalkstein-Kellersockel unter Satteldach in Ziegelpfannendeckung. Fachwerkgefüge teils in K-Streben. Im Kern von 1740, im 19. Jh. zur Scheune hin um eine Tordurchfahrt erweitert, Grundrissstruktur ist erhalten. | 32683514 | BW   |
| Bauernstraße 9 52° 11′ 28″ N, 10° 56′ 23″ O | Stall       | | 32683537 | BW   |
| Bauernstraße 9 52° 11′ 29″ N, 10° 56′ 22″ O | Scheune     | Fachwerkbau auf Werksteinsockel unter Halbwalmdach in Ziegelpfannendeckung. Fachwerkgefüge mit dreifeldigen Streben und dreifacher Verriegelung, teils gestrichene Ziegelsichtausfachung.                                                                          | 32683558 | BW   |

### Baudenkmale (Einzeln)
| Lage                                               | Bezeichnung | Beschreibung | ID       | Bild |
| -------------------------------------------------- | ----------- | --- | -------- | ---- |
| Bauernstraße 14 52° 11′ 27″ N, 10° 56′ 18″ O       | Wohnhaus    | Zweigeschossiger Fachwerkbau auf Naturstein-Quadersockel unter Halbwalmdach in Ziegelpfannendeckung mit Aufschieblingen. Südliche Traufseite mit achsenmittigen Zugang, Fachwerkgefüge mit zweifeldigen Streben sowie verputzter Ausfachung. | 32683649 | BW   |
| Helmstedter Straße 22 52° 11′ 25″ N, 10° 56′ 24″ O | Schule      | | 32683720 | BW   |
| Helmstedter Straße 24 52° 11′ 25″ N, 10° 56′ 22″ O | Pfarrhaus   | | 32683738 | BW   |